# Ісмаїл Іса
Ісмаїл Іса (болг. Ismail Isa Mustafa; нар. 6 лютого 1989, Тирговиште) — болгарський футболіст, нападник клубу «Черно море».
Виступав, зокрема, за клуб «Левскі», а також національну збірну Болгарії.
Чемпіон Болгарії. Володар Суперкубка Болгарії. Чемпіон Молдови. Володар Кубка Молдови. Дворазовий володар Суперкубка Молдови.

## Клубна кар'єра
Народився 6 лютого 1989 року в місті Тирговиште. Вихованець футбольної школи клубу «Светкавица».
У дорослому футболі дебютував 2005 року виступами за команду «Светкавица», в якій провів один сезон, взявши участь у 8 матчах чемпіонату.
2006 року перейшов у клуб «Хасково». Зіграв за команду 32 матчі, в яких забив 14 голів
Своєю грою за цю команду привернув увагу представників тренерського штабу клубу «Левскі», до складу якого приєднався 2008 року. Відіграв за команду з Софії наступні три сезони своєї ігрової кар'єри. За цей час виборов титул чемпіона Болгарії.
Згодом з 2008 по 2017 рік грав у складах клубів «Слівен», «Локомотив» (Мездра), «Карабюкспор», «Елязигспор», «Літекс», «Шериф», «Бероє» та «Дачія Кііну». Протягом цих років додав до переліку своїх трофеїв ще один титул чемпіона Болгарії.
19 жовтня 2017 приєднався до складу клубу «Верея». Відіграв за команду 7 матчів чемпіонату.
До складу клубу «Дунав» приєднався 2018 року. У команді провів один сезон і взяв участь в 27 матчах чемпіонату.
З 2019 року виступає у клубі «Черно море».

## Виступи за збірні
2007 року дебютував у складі юнацької збірної Болгарії, взяв участь у -1 іграх на юнацькому рівні.
2009 року залучався до складу молодіжної збірної Болгарії. На молодіжному рівні зіграв в одному офіційному матчі.
2015 року дебютував в офіційних матчах у складі національної збірної Болгарії.

## Титули і досягнення
- Чемпіон Болгарії (1):

«Левскі»: 2008–2009
- Володар Суперкубка Болгарії (1):

«Левскі»: 2009
- Чемпіон Молдови (1):

«Шериф»: 2013–2014
- Володар Кубка Молдови (1):

«Шериф»: 2014–2015
- Володар Суперкубка Молдови (2):

«Шериф»: 2013, 2015